# Helga Lange (Politikerin, 1949)
Helga Lange (* 23. Dezember 1949 in Steinfeld (Oldenburg)) ist eine deutsche Politikerin (Bündnis 90/Die Grünen).

## Leben
Helga Lange wuchs im Oldenburger Münsterland als Tochter eines Landarztes auf. Sie studierte an der Westfälischen Wilhelms-Universität in Münster und der  Universität Bielefeld. Danach folgte eine berufliche Tätigkeit als Lehrerin an einer Waldorfschule in Bielefeld.
Lange lebt seit 1978 in Halle (Westf.). Sie ist verheiratet und Mutter von drei Töchtern.

## Politik
1981 erfolgte die Gründung des Grünen-Ortsverbandes der Stadt Halle (Westfalen) im Wohnzimmer der Familie Lange. Seitdem gehört Helga Lange der Partei Die Grünen – ab 1993 Bündnis 90/Die Grünen – an.
Mit der Kommunalwahl 1984 wurde sie Ratsfrau in Halle (Westf.). Sie gehörte dem Haller Stadtrat 30 Jahre lang bis zu den Kommunalwahlen 2014 an und saß der Grünen-Fraktion als Sprecherin vor. 1987 rückte sie zudem als Mitglied des Kreistages im Kreis Gütersloh nach, wo sie seit 1999 Fraktionsvorsitzende der Grünen-Kreistagsfraktion ist.
Von 1998 bis 2014 war sie eine der beiden Vorsitzenden des Grünen-Bezirksverbands Ostwestfalen-Lippe. Seit 1998 ist Lange Mitglied des Regionalrats bei der Bezirksregierung für den Regierungsbezirk Detmold.

## Ehrung
Am 15. Juli 2013 wurde Helga Lange für ihr politisches Engagement das Bundesverdienstkreuz am Bande verliehen.